# Australosymmerus simplex
Australosymmerus simplex är en tvåvingeart som först beskrevs av Freeman 1951.  Australosymmerus simplex ingår i släktet Australosymmerus och familjen hårvingsmyggor. Inga underarter finns listade i Catalogue of Life.